# ایریگ (صربستان)
ایریگ (به صربی: Irig) یک منطقهٔ مسکونی در صربستان است که در Irig municipality واقع شده‌است. ایریگ ۱۹۰ متر بالاتر از سطح دریا واقع شده‌است.